# Nie pytaj o nią
Nie pytaj o nią – album Eldo, wydany 12 grudnia 2008 w wytwórni My Music.
Płytę promował utwór i teledysk o tej samej nazwie. Na płycie gościnnie wystąpił zespół HiFi Banda. Autorami bitów było pięciu producentów. Na płycie przeważa syntetyczne brzmienie. Tytuł płyty jest nawiązaniem do utworu „Nie pytaj o Polskę” Grzegorza Ciechowskiego (Obywatel GC).
Płyta dotarła do 9. miejsca listy OLiS w Polsce. W marcu 2011 roku album uzyskał status złotej płyty sprzedając się w nakładzie 15 000 egzemplarzy.
Eldo tak mówił o płycie: Na albumie „Nie pytaj o nią” nie ma hitów do klubu i do radia. Nawet jeśli pierwszy raz w życiu nagrywałem pod muzykę o tempie 128 czy 110... Wkurzony przestrzenią publiczną i jej zaśmieceniem, napisałem gorzkie, ironiczne teksty pełne sarkazmu, ale i nadziei. Żadnych rad jak żyć, dużo opowieści jak żyję... 45 minut osobistych refleksji o ostatnich dwóch latach spędzonych z „nią”.

## Lista utworów
1. „Zamiast wstępu” (produkcja: Zjawin) – 5:30
2. „Gdyby nie ty” (produkcja: Mr. White) – 2:37
3. „Opowiadam historie” (produkcja: Zjawin) – 3:37
4. „Ulice przeklęte” (produkcja: Szczur) – 2:52
5. „Ty i ty...” (produkcja: Zjawin) – 4:03
6. „Nie pytaj o nią” (produkcja: Szczur) – 3:36
7. „Granice” (produkcja: Donde) – 4:16
8. „Ten nonsens...” (produkcja: Szczur) – 3:43
9. „Dom” (produkcja: Donde) – 1:47
10. „Miasto gwiazd” (produkcja: Zjawin) – 2:33
11. „Twarze” gościnnie: HiFi Banda (produkcja: Donde) – 4:40
12. „Wszystko jedno?” (produkcja: Zjawin) – 3:13
13. „Twarze (Remix)” gościnnie: HiFi Banda (produkcja: Czarny HIFI) – 4:36